# Pangrapta alopopis
Pangrapta alopopis är en fjärilsart som beskrevs av Dyar 1913. Pangrapta alopopis ingår i släktet Pangrapta och familjen nattflyn. Inga underarter finns listade i Catalogue of Life.